# Кузнецов, Константин Александрович (Герой Социалистического Труда)
Константи́н Алекса́ндрович Кузнецо́в (1905, Грехово, Вятская губерния — 9 мая 1985, Добрянка, Пермская область) — директор Добрянского леспромхоза (Пермская область).

## Биография
Родился в 1905 году в деревне Грехово (ныне — в Советском районе Кировской области) в крестьянской семье. Русский.
В 1926 году окончил в городе Советске Суводский лесохозяйственный техникум по специальности «техник-лесовод». Был направлен в Коми-Пермяцкий национальный округ, где получил должность помощника лесничего в селе Коса. В 20 лет принял под свою ответственность лесное хозяйство площадью более 200 тысяч гектаров. Через два года стал лесничим, заместителем директора Косинского леспромхоза. Принимал участие в организации первых колхозов и леспромхозов, строил первые лесные посёлки, занимался организацией сплава древесины.
В 1933 году получил назначение на должность заведующего планово-производственным отделом Добрянского леспромхоза, а в 1936 году стал техническим руководителем этого крупного предприятия. Добрянский леспромхоз занимался заготовкой леса для металлургического завода и для южных районов страны. Кузнецову пришлось целенаправленно внедрять в ЛПХ промышленные методы заготовки и вывозки древесины, новую технику: тракторы и автомобили.
В годы Великой Отечественной войны леспромхоз работал для фронта. К. А. Кузнецов дважды относил в военкомат заявление с просьбой зачислить его в Уральский добровольческий танковый корпус и оба раза получал категорический отказ: в ту пору мирная продукция леспромхоза получила военное назначение. В хозяйстве заготавливалось сырье для прикладов винтовок и автоматов, для авиационной фанеры, для саней, необходимых в артиллерии, для снаряжения лыжных батальонов, также заготавливался крепежный лес для угольных шахт, шральное сырье для железной дороги. В 1945 году К. А. Кузнецов был награждён орденом «Знак Почёта».
В 1949 году назначен директором Добрянского леспромхоза. В 1952 году за успешное выполнение плановых заданий награждён орденом Ленина. К концу 1950-х годов Добрянский леспромхоз вошёл в число крупнейших лесозаготовительных предприятий Прикамья.
Указом Президиума Верховного Совета СССР от 5 октября 1957 года за выдающиеся успехи, достигнутые в деле развития лесной промышленности, Кузнецову Константину Александровичу присвоено звание Героя Социалистического Труда с вручением ордена Ленина и золотой медали «Серп и Молот».
К. А. Кузнецов больше сорока лет проработал в лесной промышленности Западного Урала. Внедрял новшества в технологию, организацию труда. Активно занимался общественной работой. Избирался членом Пермского обкома КПСС, бюро райкома партии, депутатом местных Советов. Уйдя на пенсию досрочно в связи с болезнью, был общественным заместителем председателя районного комитета народного контроля.
Жил в городе Добрянка. Скончался 9 мая 1985 года.
Награждён двумя орденами Ленина, орденом «Знак Почета», медалями.
Почётный гражданин Добрянского муниципального района.
В июле 2010 года в городе Добрянка на доме, где жил Герой труда, установлена мемориальная доска.